# Великая ремонстрация
Великая ремонстрация (англ. The Grand Remonstrance; remonstrance — протест, возражение) — акт, представлявший собой список злоупотреблений королевской власти, переданный королю Англии Карлу I Стюарту английским парламентом 1 декабря 1641 года, но принятый Палатой общин ещё 22 ноября того же года, в период работы Долгого парламента. Считается одним из важнейших документов первого этапа Английской революции, предшествовавшего началу Гражданской войны.

## История
Документ состоял из 204 статей, которые исчисляли злоупотребления королевской власти. Среди подписантов были такие известные политические деятели, как Джон Пим, Джордж Дайби (George Digby), Джон Хэмпден (John Hampden). Выражая экономические интересы буржуазии и нового дворянства, «Великая ремонстрация» требовала обеспечить защиту частной собственности от притязаний короны, свободу торговли и предпринимательства, прекращение финансового произвола. Настаивала на ответственности королевских чиновников перед парламентом. Далее подписанты потребовали прекращения религиозных гонений и изгнания из парламента всех епископов. А также — торопили Карла I начать продажу земли, конфискованной у ирландских повстанцев. В тексте документа не содержалось прямых обвинений в адрес короля, однако один из пунктов требовал предоставить парламенту право накладывать вето на решения монарха.
После получения документа Карл I сделал паузу. Члены парламента приступили к распространению текста «Великой ремонстрации», не дожидаясь официальной реакции короля. 23 декабря король дал взвешенный и мудрый ответ, подчеркнув в особенности:
- что не может изгнать из парламента епископов, поскольку ни за кем из них не видит никакой вины;
- и что не собирается начинать продажу ирландских земель до окончания войны с восставшими.